# Tobogganers Icefall
Der Tobogganers Icefall (englisch für Rodelfahrer-Eisfall) ist ein markanter Gletscherbruch im ostantarktischen Viktorialand. In den Bowers Mountains liegt er an der Nordseite des Molar-Massivs und mündet in westlicher Fließrichtung in den Sledgers Glacier.
Das New Zealand Antarctic Place-Names Committee benannte ihn 1983 in Anlehnung an den benachbarten Sledgers Icefall.